# Tropopause

Schichtung der Atmosphäre

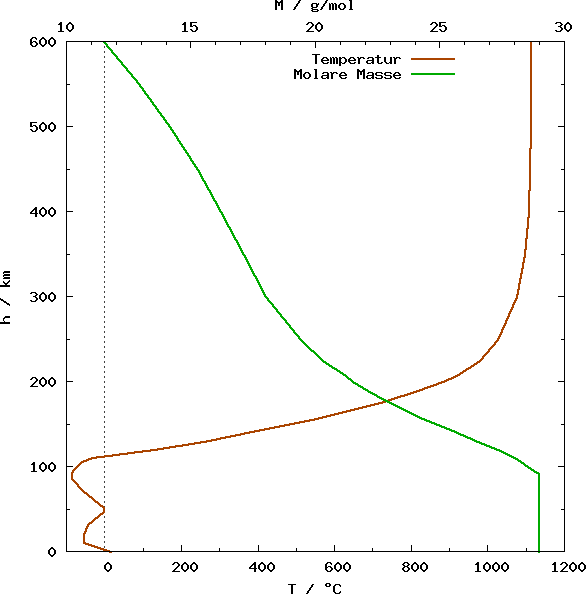
Durchschnittliche Temperatur und mittlere molare Masse der Luft in Abhängigkeit von der Höhe.

Die Tropopause (von altgriechisch τρόπος trópos, deutsch ‚Wendung, Kehre‘ und παύειν pauein, deutsch ‚aufhören, beenden‘) ist die wichtigste Grenzfläche der Erdatmosphäre und liegt breitenabhängig in 6 bis 18 km Höhe. Sie ist durch eine deutliche Änderung im Temperaturverlauf charakterisiert und trennt die vom Wetter geprägte Troposphäre von der darüber liegenden, stets stabil geschichteten und sehr trockenen Stratosphäre.

## Definitionen und Verlauf
In der Troposphäre sinkt die Lufttemperatur mit der Höhe – abgesehen von Inversionslagen, besonders labilen Verhältnissen und Föhnsituationen – um etwa 0,5 bis 0,75 °C pro 100 m (siehe auch Standardatmosphäre und barometrische Höhenformel). Die Schichtung ist stabil, sobald der tatsächliche Temperaturgradient unter den adiabatischen fällt. Oberhalb der Troposphäre bleibt die Temperatur zunächst fast konstant bei unter −50 °C. Die Temperatur in der Tropopause hängt von der Höhe ab, die global niedrigsten Temperaturen von bis zu −80 °C treten über dem Äquator auf.
Mit der einfachsten Definition der Tropopause, „Umkehr des Temperaturgradienten“, würden kleinere Wellen in realen vertikalen Temperaturprofilen zu Mehrdeutigkeiten führen. Die Definition der World Meteorological Organization geht von einem Gradienten von −0,2 °C pro 100 m aus und versucht durch Zusatzbedingungen, Mehrdeutigkeiten zu vermeiden. Bei diesem Gradienten ist die Krümmung des Temperaturverlaufs typischerweise größer, und die so definierte Tropopause liegt etwas tiefer, näher am Wettergeschehen.
Alternative Definitionen benutzen Eigenschaften der Luftmassen, um ihre strato- oder troposphärische Herkunft festzustellen:
- Das Spurengas CO z. B. entsteht bodennah und wird in der Stratosphäre auf einer Zeitskala von Monaten abgebaut.
- Ozon dagegen entsteht in der Stratosphäre und wird in der freien Troposphäre abgebaut (nicht zu verwechseln mit lokaler Bildung von Ozon beim Sommersmog).
- Ein ähnlicher Indikator für stratosphärische Herkunft ist der Betrag der potentiellen Vortizität, die in der Troposphäre durch Dissipation vermindert wird. Verschiedene Zahlenwerte, oft 1,5 oder 2 PVU, werden benutzt, um die Tropopause zu definieren (am Äquator divergiert diese Höhe, dort wird dann z. B. die potentielle Temperatur herangezogen).[2]

Die verschiedenen Definitionen der Tropopause ergeben einen im Wesentlichen übereinstimmenden meridionalen Höhenverlauf: Flach in etwa 16 km Höhe in Äquatornähe (ca. ±20 Breitengrade um die sich jahreszeitlich verlagernde innertropische Konvergenzzone herum), dann nach Norden und Süden erst deutlich, dann wieder flacher abfallend bis auf 6 bis 9 km jenseits 60° Breite, im Winter niedriger als im Sommer.
Abweichungen davon sind regional, etwa eine Überhöhung im Westpazifik, oder temporär, wie Anstiege bis auf über 18 km über Südostasien zu Monsunzeiten. Im Nordwinter sind durch Kaltluftvorstöße aus der Polarregion öfter Abfälle auf 7 bis 5 km bis in mittlere Breiten zu beobachten, in Extremfällen noch tiefer. Der Abfall verläuft auch nicht immer stetig: an den subtropischen Strahlströmen kommen in Verbindung mit Mehrdeutigkeiten Sprünge nach unten vor (dort wird dann troposphärische Luft zu stratosphärischer), an den polaren Strahlströmen treten Absenkungen der Tropopause auf, gelegentlich mit Einziehen von stratosphärischer Luft in die Troposphäre. Siehe hierzu auch Planetarische Zirkulation.
Im Zusammenspiel von globaler Erwärmung und dem Ozonabbau, die zu einer ansteigenden Temperatur in der Troposphäre und einer sinkenden Temperatur in der Stratosphäre führen, konnte 2003 für die Zeit zwischen 1979 und 1999 eine Verschiebung der Tropopause um mehrere hundert Meter in die Höhe festgestellt werden.
In den Tropen spricht man in der Meteorologie bei der Beschreibung von bestimmten Transportprozessen auch von einer Tropischen Tropopausenzone da die Prozesse, die für den Übergang zwischen Troposphäre und Stratosphäre eine Rolle spielen sich über bis zu 5 km verteilen.

## Bedeutung der Grenze oberhalb der Wolken
Wasser liegt wegen der niedrigen Temperaturen der oberen Troposphäre kaum noch als Wasserdampf vor. Ferner wirkt seiner Sedimentation als Eis in der stabil geschichteten unteren Stratosphäre keine konvektive Durchmischung entgegen. So bleibt es  in der Troposphäre gefangen. Daher ist die Atmosphäre oberhalb der Tropopause sehr trocken, und es gibt praktisch keine Wolken mehr, was Flugpassagieren oft als fantastische Fernsicht auffällt. Erkennbar wird die Lage der Tropopause immer wieder durch hohe, dünne Eiswolken (Federwolken) sowie häufig durch die horizontale Ausdehnung der obersten Gewitterwolken. Besonders heftige Aufwinde lassen manche Gewitter auch etwas über die Tropopause hinausschießen und tragen mit ihrem Eisschirm, dem Amboss, geringe Mengen gefrorenes Wasser bis in die untere Stratosphäre. Auch der Flugverkehr kann Wasser in die Stratosphäre eintragen.
Die Trockenheit der Stratosphäre führt dazu, dass die von Wasserdampf in der oberen Troposphäre emittierte Wärmestrahlung ungehindert in den Weltraum entweicht. Die dadurch bedingte Abkühlung sorgt einerseits für die Konvektion unterhalb der Tropopause, andererseits für die Stabilität oberhalb. Diese stabile Schichtung der Stratosphäre unterbindet wiederum den Transport von Wasser und damit den Verlust des leichten Wasserstoffs in den Weltraum (oberhalb der schützenden Ozonschicht wird Wasser von der UV-Strahlung der Sonne gespalten).
Auf der Venus sind die Temperatur-Proportionen höher, daher konnte dort viel Wasser entweichen (Schwefelsäure mit ihrem höheren Siedepunkt hat auf der Venus entsprechende Bedingungen wie Wasser auf der Erde: sie regnet in der Tropopause ab; Wasser dagegen passiert die Tropopause der Venus ungehindert). Infolgedessen hat die Venus einen großen Teil ihres Wassers verloren.

## Entdeckung
Die Tropopause wurde 1901/1902 im Zuge eines spektakulären Ballonaufstiegs auf 10.800 Meter von Reinhard Süring und Arthur Berson entdeckt. Die beiden Ballonfahrer fielen trotz guter Versorgung mit Sauerstoff zwischen 10 und 11 km Höhe in eine tiefe Ohnmacht, zogen aber knapp vorher die lebensrettende Leine zum Sinken. Als der Luftdruck von nur mehr etwa 25 % wieder auf fast 50 % in rund 6 km Höhe gestiegen war, erwachten sie gleichzeitig, konnten das rasche Absinken 2 km über dem Boden stabilisieren und eine glatte Landung herbeiführen.
Im Mai 1902 publizierten die Meteorologen Richard Aßmann – der Chef der o.e. Ballonfahrer – und Léon-Philippe Teisserenc de Bort gleichzeitig über die Existenz einer über der Troposphäre liegenden Stratosphäre. Der Ballon hatte die Tropopause zwar nicht ganz erreicht, die vorgenommenen Temperaturmessungen bestätigten aber diejenigen eines gleichzeitig aufgestiegenen Registrierballons, der in die Stratosphäre vorgestoßen war. Zudem bestätigten die Messungen unzählige von den beiden Meteorologen in den vorherigen Jahren durchgeführte Messungen, bei denen sie ihren Messwerten aber nie voll vertraut hatten, da auch eine Erwärmung der Messgeräte durch Sonnenstrahlung die Ursache des gemessenen Temperaturanstiegs hätte sein können. Die Forscher konnten so nachweisen, dass die Lufttemperatur nach oben nicht weiter sinkt.